# 望月重良
望月 重良（もちづき しげよし、1973年7月9日 - ）は、静岡県出身の元日本代表プロサッカー選手、サッカー指導者、実業家。株式会社INTERNATIONAL SPORTS CLUB代表取締役社長、Jリーグ・SC相模原創業者兼フェロー。現役時代のポジションはミッドフィールダー。

## 人物
筑波大学在学中に1995年夏季ユニバーシアード・サッカー競技の日本代表に選出され、優勝に貢献。大学卒業後の1996年より名古屋グランパスエイトに入団。1997年に日本代表に初めて選出され、特にトルシエ体制では人材不足だった右サイドの候補として多く起用され、AFCアジアカップ2000の決勝戦ではゴールを決め優勝に貢献した（このゴールは代表唯一のゴール）。しかしポジションを争う明神智和や波戸康広に押され出番が減り、さらに市川大祐の台頭もありW杯本大会メンバーからは落選した。
2000年7月、大岩剛、平野孝とともに「チームの秩序を乱した」という理由で名古屋を解雇される。その後は5つのクラブを渡り歩く。2006年8月末で横浜FCとの契約が切れた後は無所属となり、翌2007年1月末、正式に現役引退を発表した。なお、2004年に国の特定疾患（難病）に指定されている特発性大腿骨頭壊死症と医師に診断され、引退するまで3年間リハビリを続けながらプレーしていたことを後に告白している。
2006年、相模原市の居酒屋で知人との食事中に店の大将からチーム設立を頼まれたことがきっかけとなり、2008年2月、自ら全額を出資してSC相模原を創設し代表取締役に就任。神奈川県社会人サッカーリーグ3部から活動を開始した。関東サッカーリーグ2部に参戦していた2011年には自ら監督を兼任し、リーグ優勝と関東リーグ1部昇格に導いた。SC相模原は2013年にはJFLに入会し、翌2014年にはJリーグへの入会およびJ3リーグ参加を果たした。クラブ創設から6年で史上最速でのJリーグ入会である。
2022年10月26日、望月個人および望月が代表を務める株式会社INTERNATIONAL SPORTS CLUBが保有するSC相模原の株式74.2%をDeNAに譲渡することが発表され、DeNAの連結子会社化に伴い2023年2月1日付でSC相模原代表取締役会長を退任した。
この他、サッカー解説者やサッカー指導者としての活動も行なっている。2013年にはJFA 公認S級コーチライセンスを取得。また、現役引退した2007年から2017年まで10年間、中日スポーツにコラムを連載していた。

## 所属クラブ
- 庵原小学校サッカースポーツ少年団 
清水FC
- 庵原中学校
- 清水商業高校
- 筑波大学
- 1996年 - 2000年7月 名古屋グランパスエイト
- 2000年8月 - 2001年 京都パープルサンガ
  - 2001年 ヴィッセル神戸（期限付き移籍）[13]
- 2002年 ヴィッセル神戸
- 2003年 - 2004年 ジェフユナイテッド市原
  - 2003年8月 - 同年12月 ベガルタ仙台（期限付き移籍）[14]
- 2005年9月 - 2006年8月 横浜FC

## 個人成績
| 国内大会個人成績 | 国内大会個人成績 | 国内大会個人成績 | 国内大会個人成績 | 国内大会個人成績 | 国内大会個人成績 | 国内大会個人成績 | 国内大会個人成績 | 国内大会個人成績 | 国内大会個人成績 | 国内大会個人成績 | 国内大会個人成績 |
| 年度             | クラブ           | 背番号           | リーグ           | リーグ戦         | リーグ戦         | リーグ杯         | リーグ杯         | オープン杯       | オープン杯       | 期間通算         | 期間通算         |
| 年度             | クラブ           | 背番号           | リーグ           | 出場             | 得点             | 出場             | 得点             | 出場             | 得点             | 出場             | 得点             |
| 日本             | 日本             | 日本             | 日本             | リーグ戦         | リーグ戦         | リーグ杯         | リーグ杯         | 天皇杯           | 天皇杯           | 期間通算         | 期間通算         |
| ---------------- | ---------------- | ---------------- | ---------------- | ---------------- | ---------------- | ---------------- | ---------------- | ---------------- | ---------------- | ---------------- | ---------------- |
| 1995             | 筑波大           | -                | 他               | -                | -                | -                | -                | 2                | 0                | 2                | 0                |
| 1996             | 名古屋           | -                | J                | 26               | 5                | 11               | 0                | 1                | 0                | 38               | 5                |
| 1997             | 名古屋           | 9                | J                | 17               | 3                | 10               | 3                | 1                | 1                | 28               | 7                |
| 1998             | 名古屋           | 9                | J                | 34               | 2                | 4                | 2                | 4                | 0                | 42               | 4                |
| 1999             | 名古屋           | 9                | J1               | 29               | 6                | 6                | 1                | 5                | 1                | 40               | 8                |
| 2000             | 名古屋           | 9                | J1               | 13               | 0                | 0                | 0                | -                | -                | 13               | 0                |
| 2000             | 京都             | 8                | J1               | 9                | 0                | 2                | 0                | 1                | 0                | 12               | 0                |
| 2001             | 神戸             | 10               | J1               | 24               | 0                | 4                | 0                | 2                | 1                | 30               | 1                |
| 2002             | 神戸             | 10               | J1               | 25               | 1                | 6                | 0                | 1                | 0                | 32               | 1                |
| 2003             | 市原             | 11               | J1               | 7                | 0                | 3                | 0                | -                | -                | 10               | 0                |
| 2003             | 仙台             | 33               | J1               | 14               | 1                | -                | -                | 0                | 0                | 14               | 1                |
| 2004             | 市原             | 10               | J1               | 0                | 0                | 0                | 0                | 0                | 0                | 0                | 0                |
| 2005             | 横浜FC           | 33               | J2               | 2                | 0                | -                | -                | 0                | 0                | 2                | 0                |
| 2006             | 横浜FC           | 22               | J2               | 0                | 0                | -                | -                | -                | -                | 0                | 0                |
| 通算             | 日本             | 日本             | J1               | 198              | 18               | 46               | 6                | 15               | 3                | 259              | 27               |
| 通算             | 日本             | 日本             | J2               | 2                | 0                | -                | -                | 0                | 0                | 2                | 0                |
| 通算             | 日本             | 日本             | 他               | -                | -                | -                | -                | 2                | 0                | 2                | 0                |
| 総通算           | 総通算           | 総通算           | 総通算           | 200              | 18               | 46               | 6                | 17               | 3                | 263              | 27               |

その他の公式戦
- 1996年
  - スーパーカップ 1試合0得点
  - サントリーカップ 2試合0得点
- 1997年
  - サンワバンクカップ 1試合0得点
- 2000年
  - スーパーカップ 1試合0得点

国際試合
- 1996 アジアカップウィナーズカップ 3試合2得点

- Jリーグ初出場 1996年3月16日 ベルマーレ平塚戦
- Jリーグ初得点 1996年3月16日 ベルマーレ平塚戦

## 代表歴

### 出場大会など
- 1995年夏季ユニバーシアード
- 1998 FIFAワールドカップ・アジア予選のネパール代表戦（1997年6月25日、国立競技場）でフル代表デビュー
- コパ・アメリカ1999 (2試合)
- AFCアジアカップ2000 (4試合1得点)

### 試合数
- 国際Aマッチ 15試合 1得点(1997-2001)[1]

| 日本代表 | 国際Aマッチ | 国際Aマッチ |
| 年       | 出場        | 得点        |
| -------- | ----------- | ----------- |
| 1997     | 2           | 0           |
| 1998     | 1           | 0           |
| 1999     | 2           | 0           |
| 2000     | 9           | 1           |
| 2001     | 1           | 0           |
| 通算     | 15          | 1           |

### 出場
| No. | 開催日         | 開催都市                   | スタジアム                         | 対戦相手         | 結果 | 監督                 | 大会                 |
| --- | -------------- | -------------------------- | ---------------------------------- | ---------------- | ---- | -------------------- | -------------------- |
| 1.  | 1997年06月15日 | 大阪府                     | 長居陸上競技場                     | トルコ           | ○1-0 | 加茂周               | キリンカップ         |
| 2.  | 1997年06月25日 | 東京都                     | 国立霞ヶ丘競技場陸上競技場         | ネパール         | ○3-0 | 加茂周               | ワールドカップ予選   |
| 3.  | 1998年10月28日 | 大阪府                     | 長居陸上競技場                     | エジプト         | ○1-0 | フィリップ・トルシエ | キリンチャレンジ     |
| 4.  | 1999年06月29日 | アスンシオン               |                                    | ペルー           | ●2-3 | フィリップ・トルシエ | コパ・アメリカ       |
| 5.  | 1999年07月05日 | ペドロ・ファン・カバジェロ |                                    | ボリビア         | △1-1 | フィリップ・トルシエ | コパ・アメリカ       |
| 6.  | 2000年02月05日 | 香港                       |                                    | メキシコ         | ●0-1 | フィリップ・トルシエ | カールスバーグカップ |
| 7.  | 2000年03月15日 | 愛知県                     | 神戸総合運動公園ユニバー記念競技場 | 中華人民共和国   | △0-0 | フィリップ・トルシエ | キリンビバレッジ     |
| 8.  | 2000年04月26日 | ソウル                     |                                    | 韓国             | ●0-1 | フィリップ・トルシエ | 国際親善試合         |
| 9.  | 2000年06月18日 | 神奈川県                   | 横浜国際総合競技場                 | ボリビア         | ○2-0 | フィリップ・トルシエ | キリンカップ         |
| 10. | 2000年08月16日 | 広島県                     | 広島広域公園陸上競技場             | アラブ首長国連邦 | ○3-1 | フィリップ・トルシエ | キリンチャレンジ     |
| 11. | 2000年10月17日 | サイダ                     |                                    | ウズベキスタン   | ○8-1 | フィリップ・トルシエ | アジアカップ         |
| 12. | 2000年10月20日 | ベイルート                 |                                    | カタール         | △1-1 | フィリップ・トルシエ | アジアカップ         |
| 13. | 2000年10月24日 | ベイルート                 |                                    | イラク           | ○4-1 | フィリップ・トルシエ | アジアカップ         |
| 14. | 2000年10月29日 | ベイルート                 |                                    | サウジアラビア   | ○1-0 | フィリップ・トルシエ | アジアカップ         |
| 15. | 2001年03月24日 | サンドニ                   |                                    | フランス         | ●0-5 | フィリップ・トルシエ | 国際親善試合         |

### 得点
| # | 開催日         | 開催地     | 会場 | 相手           | 結果 | 大会         |
| - | -------------- | ---------- | ---- | -------------- | ---- | ------------ |
| 1 | 2000年10月29日 | ベイルート |      | サウジアラビア | ○1-0 | アジアカップ |

## 指導歴
- 2011年6月 - 同年12月 SC相模原：監督

## 著書
- 『もう一回蹴りたかった』ぴあ、2008年3月31日。ISBN 4835616901。